# Sabyinyo
Sabyinyo ("Sabyinyo" je izvedena iz kinyarwanda riječi "Iryinyo", što znači "zub"; također "Sabyinyo, Sabyinio") je ugasli stratovulkan u gorju Virunga, u istočnoj Africi. Planina Sabyinyo najstariji je vulkan u gorju. Nalazi se sjeveroistočno od jezera Kivu, jednog od afričkih Velikih jezera, i zapadno od jezera Bunyonyi u Ugandi. Vrh planine, na visini od 3,669 metara, označava tromeđu DR Kongo, Ruande i Ugande i ima vjerski značaj za lokalna plemena. 
Planina nosi lokalni nadimak "Starčevi zubi", jer njen nazubljeni vrh podsjeća na istrošene zube u liniji desni (za razliku od savršenih stožastih vrhova susjednih planina u ovom lancu).
Vrhovima planine Sabyinyomože se lako pristupiti sa strane Nacionalnog parka Mgahinga u Ugandi.

## Zaštita
Vrh planine je unutar susjednih nacionalnih parkova koje su uspostavile ove zemlje: Nacionalni park Virunga u DR Kongu, Nacionalni park vulkana u Ruandi i Nacionalni park gorila Mgahinga u Ugandi.

## Flora i fauna
Obronci planine Sabyinyo stanište su kritično ugrožene planinske gorile.

## Vanjske poveznice
|  | Zajednički poslužitelj ima još gradiva o temi Sabyinyo |

- Encyclopædia Britannica unos
- Fotografija National Geographica